# Локалита Арибага (Империја)
Локалита Арибага је насеље у Италији у округу Империја, региону Лигурија.
Према процени из 2011. у насељу је живело 7 становника. Насеље се налази на надморској висини од 47 м.